# 間
間（けん）は、尺貫法で使う長さの単位。日本では計量法により取引・証明に用いることは禁止されている。
尺や寸とは異なり、中国の度量衡には無かった単位である。
「間」は本来は、個別の建物の柱の間隔を指すものであり、建物ごとに具体的な「間」の長さは異なっていた。その後、日本では農地の測量に使われるようになり、ある長さを1間とする長さの単位となった。

## 近代の間
1891年（明治24年）の度量衡法で1間＝6尺と定義され、計量法施行法（昭和26年法律第208号）第 5条第 1号においても踏襲された。同時に1尺 = 10/33 mと定められたので、1間は約1.8181818 mである。60間が町（丁）となる。また、1坪（歩）の面積の正方形の1辺が1間である。
計量法（昭和26年法律第208号）（1951年6月7日公布・1952年3月1日施行）の導入に伴い、1958年12月31日限り（土地と建物については延長された。）で公式に使用する単位としては廃止された。

## 歴史
間は元来、建物の柱と柱の間、すなわち柱間のことであり、長さの単位ではなかった。建物ごとに柱間の寸法は異なるし、同一の建物内であっても場所によって柱間が異なっていることは珍しくなかった。古来、建築時の寸法に用いる単位は尺（高麗尺、小尺）だった。
ところが、日本では次第に租税計算を目的とした土地の測量時に間が単位として用いられるようになった。その長さはときの為政者によって決められ、たとえば、織田信長は6尺5寸、豊臣秀吉は太閤検地で6尺3寸とし、江戸時代には6尺1分（6.01尺）とされたが、実際に使用される値は時代や地域によって異なっていた。6尺1分という半端な値は、本来6尺と定めたのだが、「六尺一歩」を「六尺一分」と勘違いされて実施されたせいだという説がある。
明治時代になると、メートル条約への加盟を受けて1間＝6尺と度量衡法で定められた。

## 家屋設計の「間」
今日でも日本家屋の設計の際に用いられる「間」には、東日本を中心として使われる江戸間（田舎間）と、西日本を中心として使われる京間（本間）などがある。
- 江戸間 - 1間＝6尺。畳の大きさは5尺8寸×2尺9寸
- 京間 - 1間＝6尺5寸。畳の大きさは6尺3寸×3尺1寸5分

そこに敷かれる畳も約1間×0.5間の大きさとなるが、実際には柱と柱の間に配置されるので柱の幅の分だけ小さくなる。畳の大きさも、使用される「間」の大きさに応じて異なることになる。

## 囲碁・将棋
囲碁では、石と石の距離を数える単位として「間」を使う。「一間トビ」など。
将棋では、縦の筋のことを古く「間」といった。現在でも「三間飛車（さんげんびしゃ）・四間飛車（しけんびしゃ）」などの用語に残っている。